# Balș
Balș (Ausspracheⓘ) ist eine Stadt im Kreis Olt in der Kleinen Walachei in Rumänien.

## Lage
Balș liegt im Westen der Walachischen Tiefebene am Fluss Olteț. Die Kreishauptstadt Slatina befindet sich etwa 25 km nordöstlich.

## Geschichte
Balș wurde vermutlich um 1450 gegründet und 1564 erstmals urkundlich erwähnt. Als etwa in der Mitte zwischen Craiova und Slatina gelegene Ortschaft entwickelten sich Verkehr und Handel; ansonsten war Balș vor allem durch Landwirtschaft geprägt.
Einen Aufschwung nahm die Ortschaft durch die 1875 erfolgte Inbetriebnahme der Bahnstrecke Bukarest–Craiova, die durch Balș führt.
Von 1921 bis 1950 und erneut seit 1954 war bzw. ist Balș eine Stadt. Von 1954 bis 1968 war sie außerdem im Rahmen der damaligen Verwaltungsgliederung Rumäniens Sitz eines Raions.
Wichtige Wirtschaftszweige der Stadt sind die Leichtindustrie und die Landwirtschaft.

## Bevölkerung
Im Jahr 1864 lebten in Balș 1700, 1921 5000, 1948 6128 und 1973 11.578 Personen.
Bei der Volkszählung 2002 wurden in der Stadt 21.271 Einwohner registriert, darunter 20.691 Rumänen, 6 Ungarn, 569 Roma und 2 Deutsche.

## Verkehr
Balș besitzt einen Bahnhof an der Strecke Bukarest–Craiova, an dem auch Schnellzüge halten. Mehrmals täglich bestehen Busverbindungen in die Kreishauptstadt Slatina sowie in die Ortschaften der Umgebung. Balș liegt an der Nationalstraße Drum național 65 von Pitești nach Craiova, die hier der Europastraße 574 entspricht.

## Sehenswürdigkeiten
- Kloster Măinești
- Gedenkhäuser für die Schriftsteller Mihail Drumeș (1901–1982) und Petre Pandrea (1904–1968)